# Eine andere Geschichte: Ein Film in drei Teilen über politisch aktive Frauen in der Schweiz
Pour plus de détails, voir Fiche technique et Distribution.
Eine andere Geschichte: Ein Film in drei Teilen über politisch aktive Frauen in der Schweiz (traduction libre en français : « Une autre histoire : l'histoire de la Suisse vue sous l'angle féminin ») est un film réalisé par Tula Roy et Christoph Wirsing sorti en 1994. L'idée du film vient du Groupe de femmes socialistes de la ville de Zurich et propose une histoire du mouvement féministe suisse. Le film est présenté pour la première fois au festival de Soleure en janvier 1994.

## Synopsis
Réalisé en trois parties, ce film documentaire explore la question de l'engagement politique des femmes en Suisse entre 1910 et 1991. La première partie (1910-1934) s'attarde sur des femmes de condition modeste qui se sont engagées pour le suffrage féminin et le travail des femmes. La deuxième partie (1935-1959) est consacrée notamment à la revalorisation du statut de femme au foyer durant les années d'après guerre. Se terminant par la grève des femmes du 14 juin 1991, la troisième partie (1960-1991) donne la parole à des femmes mènent des actions revendicatrices.

## Fiche technique
- Scénario : Tula Roy (sur une idée du Groupe de femmes socialistes de la ville de Zurich)[2]
- Intervenantes : Ulla Balzer, Jacqueline Berenstein-Wavre, Marie Boehlen, Marianne Frischknecht, Margot Gödrös, Christine Goll, Yvette Jaggi, Ursula Koch, Lilo König, Ellen Meyrat-Schlee, Anneliese Villard-Traber, Rebekka Wild
- Directeur de la photo : Christoph Wirsing
- Son : Ingrid Städeli et Antigone Fröhlich
- Musique : Cornélie Müller et Julie Müller
- Montage : Christoph Wirsing
- Consultante historique : Kathy Helwing et Heidi Witzig
- Production : Tula Roy Zurich, DRS Zurich (Erwin Koller)
- Distribution : Filmcooperative Zürich